# 車府增七
天鵝座76（车府增七），又名BD+40 4611，HD 206538、SAO 51189、HR 8291，是天鵝座的一颗恒星，视星等为6.11，位于銀經88.54，銀緯-9.06，其B1900.0坐标为赤經21h 37m 32.8s，赤緯+40° -9.06′ 4″。